# Championnat d'Irlande de football 1911-1912
Navigation
Édition précédente Édition suivante
Le vingt-deuxième championnat d'Irlande de football se déroule en 1911-1912. Au terme du championnat précédent, le club dublinois Bohemian FC est retiré du championnat. Le club de Glenavon FC le remplace. C’est la première fois que la ville de Lurgan est représentée dans le championnat.
Comme il est prévu pour l’année suivante une augmentation du nombre de clubs dans le championnat, aucun club n’est relégué.
Glentoran FC remporte son quatrième titre de champion d’Irlande.

## Les 8 clubs participants
- Belfast Celtic
- Cliftonville FC
- Derry Celtic
- Distillery FC
- Glenavon FC
- Glentoran FC
- Linfield FC
- Shelbourne FC

## Classement
| Rang | Équipe          | Pts | J  | G  | N | P  | Bp | Bc | Diff |
| ---- | --------------- | --- | -- | -- | - | -- | -- | -- | ---- |
| 1    | Glentoran FC    | 24  | 14 | 11 | 2 | 1  | 45 | 13 | +32  |
| 2    | Distillery FC   | 21  | 14 | 9  | 3 | 2  | 32 | 14 | +18  |
| 3    | Belfast Celtic  | 20  | 14 | 7  | 6 | 1  | 21 | 11 | +10  |
| 4    | Linfield FC     | 16  | 14 | 6  | 4 | 4  | 25 | 16 | +9   |
| 5    | Derry Celtic    | 11  | 14 | 5  | 1 | 8  | 16 | 29 | -13  |
| 6    | Shelbourne FC   | 7   | 14 | 2  | 3 | 9  | 16 | 29 | -13  |
| 7    | Cliftonville FC | 7   | 14 | 3  | 1 | 10 | 14 | 36 | -22  |
| 8    | Glenavon FC     | 6   | 14 | 2  | 2 | 10 | 17 | 30 | -13  |

|  | Champion d'Irlande |
|  | Relégation         |

## Bilan de la saison
| Tableau d'Honneur                 |              |
| Compétition                       | Vainqueur    |
| Championnat d'Irlande de football | Glentoran FC |
| Coupe d'Irlande de football       | Linfield FC  |

| Promotions et relégations |                         |
| Relégués                  | Aucun                   |
| Promus                    | Bohemian FC Tritonville |